# Havhesten (1917)
Havhesten, później Havørnen – duński torpedowiec, następnie trałowiec z okresu międzywojennego i II wojny światowej, jedna z 10 zbudowanych jednostek typu Springeren. Okręt został zwodowany 16 lutego 1917 roku w stoczni Orlogsværftet w Kopenhadze, a do służby w Kongelige Danske Marine wszedł w tym samym roku. W 1929 roku jednostkę przebudowano na trałowiec, zaś w 1938 roku jego nazwę zmieniono na „Havørnen”. Okręt został samozatopiony w sierpniu 1943 roku, by uniknąć przejęcia przez Niemców.

## Projekt i budowa
Okręt był jedną z 10 zbudowanych jednostek typu Springeren, których projekt bazował na zbudowanym na licencji Normanda w kopenhaskiej stoczni w 1907 roku torpedowcu „Ormen” . Okręty były od początku przestarzałe, jednak niski koszt budowy zaowocował zbudowaniem dużej serii jednostek .
„Havhesten” zbudowany został w stoczni Orlogsværftet w Kopenhadze . Stępkę okrętu położono w 1916 roku, a zwodowany został 16 lutego 1917 roku .

## Dane taktyczno-techniczne
Okręt był niewielkim torpedowcem o długości całkowitej 38,5 metra, szerokości 4,25 metra i zanurzeniu 2,74 metra . Wyporność standardowa wynosiła 93 tony, a pełna 109 ton . Okręt napędzany był przez maszynę parową potrójnego rozprężania o mocy 2000 KM, do której parę dostarczały dwa kotły . Jednośrubowy układ napędowy pozwalał osiągnąć prędkość 24,6 węzła . Okręt zabierał zapas 15 ton węgla, co zapewniało zasięg wynoszący 425 Mm przy prędkości 14 węzłów .
Okręt wyposażony był w dwie wyrzutnie torped kalibru 450 mm: stałą na dziobie i obrotową na pokładzie . Uzbrojenie artyleryjskie stanowiły dwa pojedyncze 6-funtowe działa pokładowe kalibru 57 mm M1885 L/40 .
Załoga okrętu składała się z 24 oficerów, podoficerów i marynarzy .

## Służba

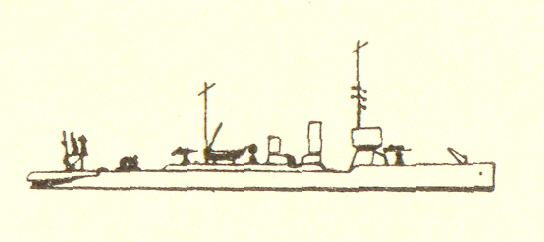
Bliźniaczy „Springeren” po przebudowie na trałowiec.

„Havhesten” wszedł do służby w Kongelige Danske Marine w 1917 roku . W 1920 roku okręt otrzymał numer taktyczny 6, zmieniony trzy lata później na B6 . W 1929 roku jednostkę przebudowano na trałowiec, pozbawiając ją pokładowej wyrzutni torped i instalując wyposażenie trałowe (okręt otrzymał też nowy numer taktyczny – S5) .
W dniach 28–31 sierpnia 1935 roku „Havhesten” ze szkolnym zespołem trzech duńskich okrętów złożył wizytę w Gdyni. W 1938 roku nazwę trałowca zmieniono na „Havørnen”, a dotychczasową nazwę otrzymał następnie nowy okręt podwodny.
Podczas próby przejęcia duńskiej floty przez Niemców 29 sierpnia 1943 roku „Havørnen” przebywał w porcie Stubbekøbing i podjął próbę rejsu do Szwecji, lecz został przechwycony przez niemiecki okręt, który uniemożliwił mu wyjście na otwarte morze, po czym duński dowódca kpt. A.O. Schultze  samozatopił go przez wyrzucenie na skały na południu Zelandii i wysadzenie ładunkiem wybuchowym.